# NGC 7399
NGC 7399 este o galaxie seyfert de tip 2⁠(d) situată în constelația Vărsătorul. A fost descoperită în 15 noiembrie 1884 de către Lewis A. Swift.